# Matty Beniers
Matthew Beniers (Hingham, Massachusetts, 5 de noviembre de 2002) más conocido como Matty Beniers, es un jugador profesional estadounidense de hockey sobre hielo que se desempeña en la posición de centro en Seattle Kraken, equipo de la National Hockey League (NHL).

## Carrera
Fue seleccionado en la primera ronda en la NHL Entry Draft de 2021. Hizo su debut profesional con el equipo Seattle Kraken, donde lleva jugando tres temporadas.